# Emil Heinricher
Emil Johann Lambert Heinricher, född 14 november 1856 i Laibach, död 13 juli 1934 i Innsbruck, var en österrikisk botaniker.
Heinricher blev filosofie doktor i Graz 1879, docent där 1882 och professor i Innsbruck 1891. Han gjorde i Österrike och på Java ingående undersökningar av de parasitiska fröväxternas släktskap, yttre och inre byggnad, levnadssätt och kultur samt värdväxternas immunitet.